# Mathias Metternich
Ne doit pas être confondu avec le prince Klemens Wenzel von Metternich ni avec la maison de Metternich.
Pour les articles homonymes, voir Metternich (homonymie).
Mathias Metternich, né le 8 mai 1747 à Steinefrenz (électorat de Trèves) et mort le 28 octobre 1825 à Mayence (grand-duché de Hesse), est un mathématicien, physicien, publicitaire et homme politique allemand à l'époque de la Révolution française.
Il a été membre et vice-président de la Convention rhéno-germanique.

## Famille
Il est issu d'une famille paysanne. Époux de Sophie Friederike Treffz (1773–1846), il a deux fils : Germain Metternich (de) (1811-1862) et Ludwig Metternich (1817-?) et deux filles.

## Biographie

### Formation
Grâce à des bourses de la noble famille de Walderdorff, qui était bailli à Montabaur il est éduqué par les jésuites à Hadamar. Il est arrivé sans un sou, mais avec une lettre de recommandation de son patron noble, le début des années 1770 à Mayence. 
Il entra au service du prince-électeur Emeric-Joseph de Breidbach de Burrisheim, comme maitre d'école en 1771/1772 à l'école normale. 1773/1774, il a été maitre d'école de formation après réussite du primaire à l'école paroissiale de Saint-Emmeran et Saint-Quentin. Le réformateur et électeur libéral Emeric-Joseph mourut le 11 juin 1774 et c'est sous son successeur, Frédéric-Charles Joseph d'Erthal une « campagne anti-réforme » commencée à Mayence. Il était entré l'université de Mayence après 1775 peut-être après 1780 pour étudier les mathématiques,. De 1784 il a continué à l'université de Göttingen, ses études mathématiques et la physique.

## Publications
Ouvrages périodique
- Éditeur de périodique Der Bürgerfreund (fr:L'ami de citoyen) 1792–1793 (Mayence)[4]

Œuvre scientifique
- Gründliche Anweisung zur Rechenkunst für Anfänger in öffentlichen Schulen. Neue ganz umgearbeitete Auflage. 1783 (Mayence et Francfort)
- Mathias Metternich erläutert die Lehre von der Verhältniss des Kreises zum Durchmesser. 1786 (Andreä, Frankfurt am Main)
- Von dem Widerstande der Reibung 1789
- Anfangsgründe der Geometrie und Trigonometrie: zum Gebrauch für Anfänger bei dem Unterrichte 1789
- Gründliche Rechenkunst in Dezimalbrüchen und andern Zahlen: zum vorzüglichen Gebrauch bei den neuen Maßen und Gewichten 1808
- Die reine und angewandte Zahlenlehre für Lehrer und Lernende. 1813 (Neue Gelehrten Buchhandlung, Coblence & Hadamar)
- Vollständige Theorie der Parallellinien. Nebst einem Anhang, in welchem der erste Grundsatz, zur Technik der geraden Linien angegeben wird. 1815 (Mainz, Selbstverlag, Kupferberg in Kommission)
- Anfangsgründe der Algebra. Aus dem Französischen, nach der 7. Auflage, übersetzt und mit erl. Anmerkungen und Zusätzen vermerkt von Matthias Metternich. Nebst einem Anhang. 2. Auflage 1820 (Mainz, Kupferberg) - traduction de l'Œuvre de Sylvestre-François Lacroix : Éléments d'algèbre, a l'usage de l'École centrale des Quatre-Nations (1797), Chez Duprat, Paris
- Geometrische Abhandlungen über die Theilung des Dreyeckes, durch drey Linien nach bestimmten Richtungen, die sich in einem einzigen Punkte schneiden; und über verschiedene Verwandlungen der Vierecke. Rein-synthetisch, dann auch analytisch, und umgekehrt, entwickelt. Mit 2 Figuren-Tafeln. 1821 (Mayence, Kupferberg)
- Vollständige Theorie der Parallellinien, oder: geometrischer Beweis des elften Euklidischen Grundsatzes. 2., umgearbeitete Auflage  1822 (Mayence, Kupferberg in Kommission)

Œuvre littéraire
- Der Aristokrat in der Klemme: ein Lustspiel in zwei Aufzügen, nach dem Französischen frei bearbeitet. 1792 (Mayence)

Œuvre politique
- Untersuchung der Frage: Wie kann der rheinisch-deutsche Freistaat dauerhafte Sicherheit in seiner freien Verfassung erhalten? gesprochen im deutschen National-Convente zu Mainz. 1793 (Mayence)
- Etwas über das Etwas des Dr. Gottlob Teutsch an den Verfasser des mainzischen Bürgerfreundes über die mainzische Konstitution. – von einem Bürger auf dem Lande. 1792 (mutmaßlicher Verfasser Metternich)
- Etwas über die Klubbs und Klubbisten in Teutschland, und was dabei Rechtens ist. 1793.
- Der Aristokrat auf Seichtheiten und Lügen ertappt: eine Widerlegung der Schrift unter dem Titel: Über die Verfassung von Mainz oder Vergleich des alten und neuen Mainz. 1793